# Rodolphe Poma
Rodolphe Antoine Pierre Thérèse Poma (ur. 12 października 1885 w Gandawie, zm. 12 października 1954 tamże) – belgijski wioślarz, dwukrotny medalista olimpijski.
Wystąpił na igrzyskach olimpijskich w Paryżu w 1900, gdzie belgijska osada Royal Club Nautique de Gand w składzie: Jules De Bisschop, Prosper Bruggeman, Oscar Dessomville, Oscar De Cock, Maurice Hemelsoet, Marcel Van Crombrugge, Frank Odberg, Maurits Verdonck i Rodolphe Poma (sternik) zdobyła srebrny medal w ósemkach ze sternikiem. Do złotych medalistów, Amerykanów z Vesper Boat Club, Belgowie stracili 6 sekund. Na rozgrywanych osiem lat później igrzyskach olimpijskich w Londynie wspólnie z Oscarem Taelmanem, Marcelem Morimontem, Rémym Orbanem, Georgesem Mysem, François Verguchtem, Polydore'em Veirmanem, Oscarem Dessomville'em i Alfredem Van Landeghemem ponownie zdobył srebrny medal w ósemkach.
Ponadto zdobywał złote medal w ósemkach na mistrzostwach Europy w Pallanzy (1906), mistrzostwach Europy w Strasburgu (1907) i mistrzostwach Europy w Lucernie (1908) oraz srebrne w czwórkach ze sternikiem na mistrzostwach Europy w Lucernie (1908) i mistrzostwach Europy w Paryżu (1909).